# Gregorio Ceruelo de la Fuente
Gregorio Ceruelo de la Fuente (Paredes de Nava, 27 de noviembre de 1755-Oviedo, 26 de marzo de 1836) fue un clérigo y político español.

## Biografía
Diputado por Palencia en las Cortes de Cádiz (1810-1813), se significó entre los absolutistas; a la vuelta de Fernando VII estuvo entre los firmantes del Manifiesto de los Persas.
El 10 de julio de 1815 es preconizado para el puesto de obispo de Oviedo, cargo al que accedería el 17 de septiembre de 1815. 
Se mantiene en el cargo hasta su fallecimiento. La sede se mantiene vacante hasta el año 1848 en el que accede al cargo Ignacio Díaz Caneja.

## Títulos, órdenes y empleos

### Títulos
- Conde de Noreña[1] (Reivindicado por los obispos de Oviedo hasta 1837)

### Órdenes
- Caballero gran cruz de la Orden de Carlos III.[2][3]
- Condecorado con la Cruz de distinción de los Sesenta y nueve diputados fieles.[4][5][6]

### Empleos
- 10 de julio de 1815-26 de marzo de 1836: obispo de Oviedo.